# Malcolm Payne
Malcolm Payne, född 13 juni 1947, är en brittisk akademiker, författare och konsult som forskat inom socialt arbete liksom multiprofessionella samarbeten. Payne själv beskriver sig dock främst som en socialarbetare eller socionom. Hans mest kända verk är sannolikt boken Modern Teoribildning i socialt arbete i vilken han gör en överblick och presentation av befintliga praxisteorier inom det sociala fältet. Payne har en rådgivande position vid St Christopher's Hospice i London och han har hedersutnämningar vid Helsingfors universitet liksom Kingston University. Han har sedan tidigare jobbat vid Bristol University, Manchester Metropolitan University och University of Opole i Polen. Bland andra böcker skrivna av Payne kan nämnas Modern Social Work Theory, Globalization and International Social Work och Practicing Social Work in a Complex World.